# 威氏圓喉盤魚
威氏圓喉盤魚（學名：Apletodon wirtzi）為輻鰭魚綱喉盤魚目喉盤魚科的其中一種，分布於中東大西洋的聖多美及普林西比海域，深度0至3公尺，本魚體細長，每隻眼睛後面都有一個大的深粉色斑點，身體下側有一排深色斑點，其間散佈著白色斑點，背鰭鰭條5-6枚、臀鰭鰭條5-7枚、胸鰭鰭條20-25枚，上顎管孔3個，雄魚肛門有明顯的乳突，體長可達1.4公分，屬底棲性魚類，棲息在潮間帶，生活習性不明。

## 擴展閱讀
維基物種上的相關：威氏圓喉盤魚